# Чернявский, Николай Фёдорович
Николай Фёдорович Чернявский (укр. Микола Федорович Чернявський; 24 декабря 1867 [5 января 1868], с. Торская Алексеевка Бахмутского уезда Екатеринославской губернии — 19 января 1938, Херсон) — украинский поэт, педагог, земский деятель.

## Биография
Родился в семье диакона Федора Степановича Чернявского, через пару лет рукоположенного в священники. Учился в Луганской частной школе, затем в Бахмутском духовном училище. В 1889 году окончил Екатеринославскую духовную семинарию, с того же года преподавал пение и музыку в Бахмутском духовном училище. Один из его учеников, будущий священник Кость Шарай (1879-1937) затем с благодарностью вспоминал, что Николай Чернявский как-то подарил ему "Кобзарь" Тараса Шевченко: "Считаю Николая Федоровича своим крестным украинским отцом, так как он крестил меня в веру "украинскую".
В 1901 году переехал в Чернигов, работал земским статистиком. С 1903 года жил в Херсоне, до 1919 года служил в Херсонском губернском земстве, затем работал учителем.
В 1917 году, вскоре после Февральской революции, возглавил общество «Украинская Хата в Херсоне». В 1918 году приветствовал создание Украинской державы гетмана Скоропадского, но активного участия в её строительстве не принимал.
В 1920-х предпринял издание Собрания собственных сочинений, что оказалось возможным в тех условиях.

Впервые был арестован в 1929 году по делу «Союза освобождения Украины». В 1933 году арестован во второй раз, но вскоре освобождён. Третий арест последовал 14 октября 1937 года, был обвинён в недовольстве Советской властью. В следственных документах указывалось: 
В 1936 г. Чернявский высказывал своё недовольство по отношению к Соввласти, заявляя о том, что теперь писать свободно нельзя, а молодые советские писатели пишут только хвалебные сочинения о Соввласти, но о самой действительности никто не осмеливается написать.
 Чернявскому особо вменялось в вину «участие в национал-фашистской организации». На последнем допросе поэт не признал выдвинутых против него обвинений. 27 ноября 1937 года тройкой НКВД по Николаевской области Чернявский был приговорён к высшей мере наказания; расстрелян в Херсоне 19 января 1938 года. Произведения его были запрещены.
Реабилитирован в 1956 году.

## Творчество
Особенность стиля Н. Чернявского — сочетание в поэтическом слове разных направлений (романтического, реалистичного, модернизма, пленеризма); следовал художественным течениям XX века — импрессионизму, символизму. Особое место занимает тема родного края, степного Донбасса.
Первые стихи его датированы 1889 годом; поэтические сборники публиковал с 1895 года: «Песни любви» (1895), «Донецкие сонеты» (1898), «Звёзды» (1903). В «Донецких сонетах» первым в украинской поэзии создал жанровые картины из жизни донецкого крестьянства и рабочих. Писал также очерки, рассказы. В 1894 году прокомментировал и перевёл на украинский «Слово о полку Игореве». Участвовал в издании альманахов («Дубовые листья», «Из потока жизни», «Первая ласточка»); печатался в журналах «Литературно-научный вестник», «Правда», «Киевская старина».
По воспоминаниям лично знавшего его С. А. Ефремова, Чернявский имел «мягкий нрав, с наклоном мечтательности». Поэт часто обращался к образам и картинам природы родной Донецкой области, истории Украины, Освободительному восстанию гетмана Богдана Хмельницкого, расцвету и закату Казацкой Гетманщины. Случалось, что Чернявский называл своё творчество «песней мести» за народную несправедливость. Но при этом поэт всегда предостерегал народ от революционной жестокости, которая может «принести муки и пролитие невинной крови».  

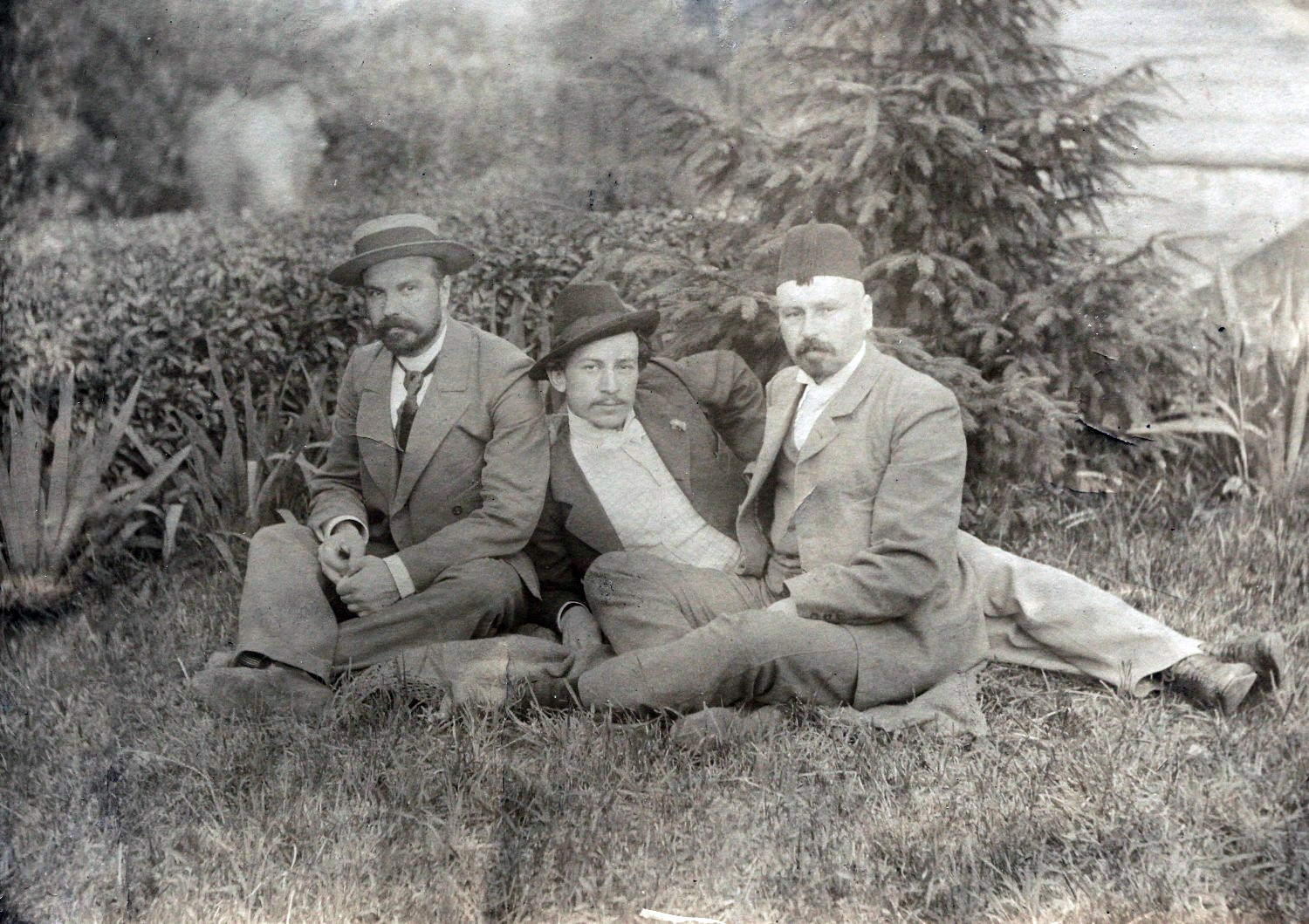
Слева направо: Николай Чернявский, Федор Троян, Михаил Коцюбинский. Чернигов

В советское время Чернявский иногда печатался в журналах «Життя і революція», «Червоний шлях», «Зоря» (Днепропетровск). Сотрудничал в «Луганской правде». В его произведениях 1920—1930-х годов нарастали пессимистические настроения, обусловленные подавлением национального возрождения, искусственным Голодомором.
С 1933 года перестал печататься.
Собрание сочинений Чернявского в 10 томах было издано в Харькове (издательство «РУХ») в 1927—1931 годах. После реабилитации в серии "Библиотека поэта" изданы «Стихотворения» (1959) с основательным предисловием Олега Бабышкина. Затем, в 1966 году, в Киеве вышло двухтомное собрание произведений писателя.
На слова Н. Чернявского композитор Я. С. Степовой (Якименко) написал в начале XX века романс "Степь".

## Память

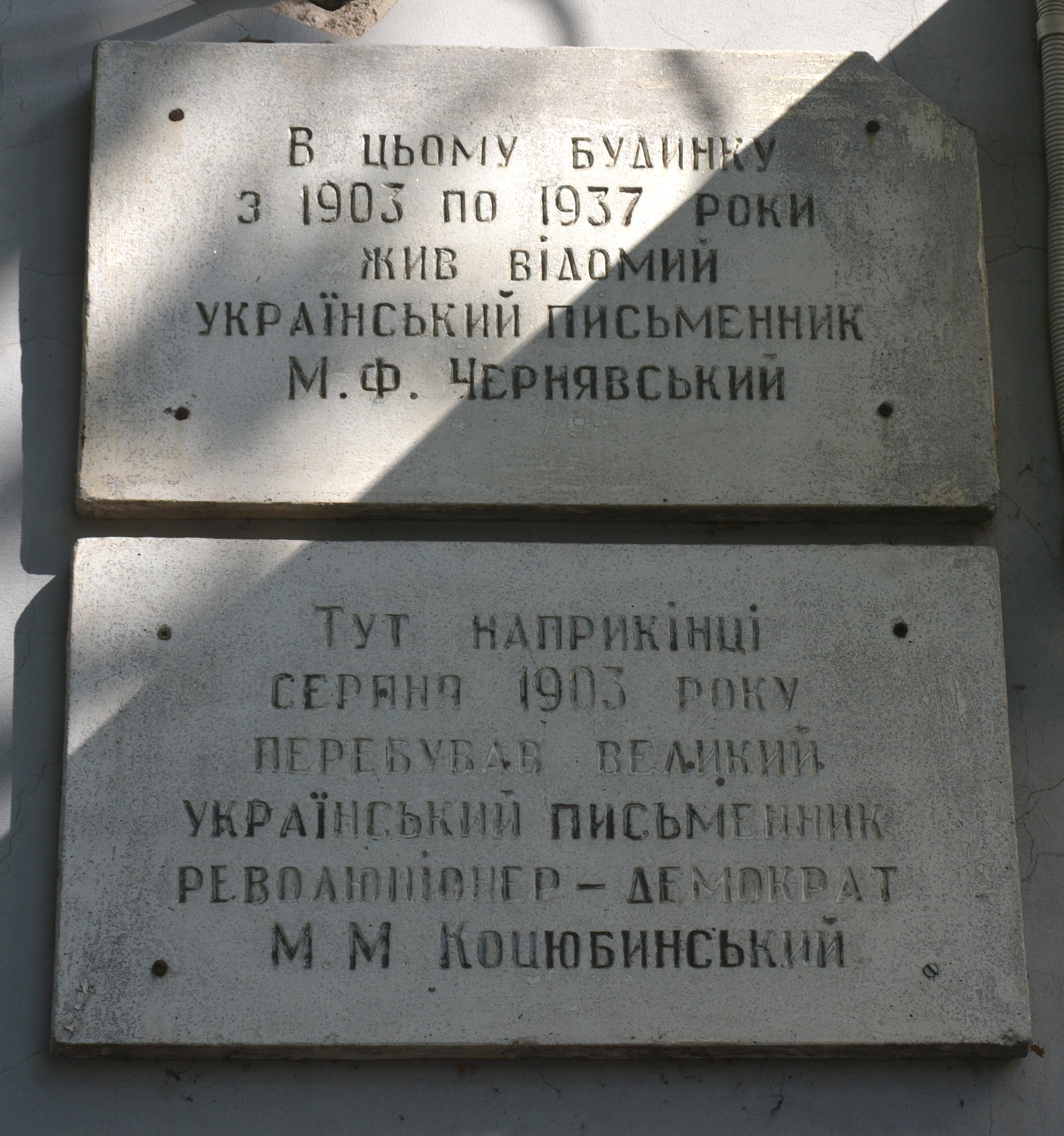
Мемориальная таблица на здании, в котором жил Н.Ф.Чернявский. Херсон, ул. Перекопская 18

- Мемориальная таблица на здании, в котором жил Н.Ф.Чернявский. Херсон, ул. Перекопская 18В 1987 году в общеобразовательной школе села Святогоровка Добропольского района открыта комната-музей писателя.
- В 1990-х годах в Бахмутском краеведческом музее создана комната-музей М. Чернявского, в которой представлен бахмутский период его творчества.
- В экспозиции литературного музея Славянска представлены материалы о жизненном и творческом пути М. Чернявского.
- Мемориальная таблица на фасаде дома, в котором жил поэт с 1903 по 1937 год в Херсоне.
- Произведения Н. Чернявского изучаются на уроках литературы родного края в школах, а также в вузах Донецкой области.
- Улица в городе Доброполье, Донецкой области, названная в честь поэта Н. Чернявского.
- Улица Чернявского в родном селе Шахово (Добропольский район, Донецкая область)